# Diplazon pallicoxa
Diplazon pallicoxa là một loài tò vò trong họ Ichneumonidae.